# Krita
Krita — растровий графічний редактор з відкритим початковим кодом, написаний на Qt і розроблений переважно для цифрового живопису та анімації. Krita підтримує багатошарову обробку зображень і володіє великим набором засобів для цифрового живопису, створення скетчів і формування текстур. Krita працює на Windows і Unix-подібних ОС (включаючи Linux і macOS). Версія для Android перебуває у бета-версії.

## Історія

### Етапи розробки
Ранню розробку проєкту можна простежити до 1998 року, коли Маттіас Еттріх, засновник KDE, демонстрував Qt GUI hack для GIMP на Linux Kongress. Ідея створення редактора зображень на основі Qt пізніше була передана у KImage, яку підтримує Майкл Кох, як частина KOffice suite. У 1999 році Маттіас Елтер запропонував ідею створення програмного забезпечення, використовуючи Corba навколо ImageMagick. Щоб уникнути збігів з існуючими на ринку товарними знаками, проєкт зазнав численних змін у назві: KImageShop, Krayon, поки не перетворився врешті-решт на Krita у 2002 році. Перша публічна версія Krita була випущена разом з KOffice 1.4 у 2004 році. У період між 2004 і 2009 роками, Krita розроблялася як універсальне програмне забезпечення для обробки зображень, подібно до Photoshop і GIMP.

Зміни в розвитку проєкту відбулися в 2009 році, з метою створити програмне забезпечення для цифрового живопису, таке як Corel Painter і SAI. Також з цього моменту проєкт почав експериментувати з різними способами фінансування свого розвитку, включаючи Google Summer of Code і фінансування за рахунок студентів. Як наслідок, розвиток пришвидшився і забезпечив досягнення кращої продуктивності та стабільності Krita.

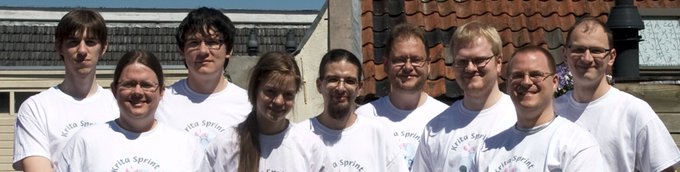
Команда розробників Krita у 2014 році

У 2013 році був створений фонд Krita Foundation для підтримки розвитку компанії Krita. Він співпрацював з Intel для створення версії Krita Sketch як маркетингова кампанія та Krita Studio з KO GmbH як комерційної версії для кіностудій та студій спецефектів. З 2014 року проєкт фінансується також з Kickstarter-кампанії.
| Версія | Kickstarter кампанія | Стабільний випуск |
| ------ | --- | ----------------- |
| 2.9.x  | Пришвидшена розробка, краща підтримка PSD, шари, маски, пензлі, менеджер ресурсів, різні режими відображення і т. д.             | Лютий 2015        |
| 3.0.x  | Вдосконалена продуктивність, підтримка анімації, шари, різні робочі середовища, трансформації виділення, фільтри, пензлі і т. д. | Травень 2016      |
| 4.0.x  | Вдосконалені текстові інструменти та робота з векторною графікою, підтримка скриптів Python і т. д.                              | Березень 2018     |
| 5.0.x  | Нові пензлі, перероблені панелі градієнтів і палітр, вдосконалення анімації, вбудований інструмент розкадрування, запис екрана.  | Грудень 2021      |

### Назва
У файлі README, котрий поширюється разом з програмою, її назва пояснюється так: Krita — програма для малювання растрової графіки. Крім того, згідно «Dictionary of Phrase and Fable» це слово означає: перший з періодів юґ в індуїзмі, коли дух правди і справедливості в подобі бика (Дхарма) твердо стояв на чотирьох ногах, і людина не відала несправедливості. У Махабхараті слово «кріта» використовується в значенні «досконалий» — досконала епоха або Золотий Вік.
Шведською мовою «krita» означає «крейда», а «rita» — «малювати».

### Маскот
Маскотом Krita є білка-робот Кікі, створена художником Тайсоном Таном. Персонаж був уперше представлений на форумі KDE у 2012 році у буклеті для версії 2.6. Спільнота користувачів програми дійшла згоди, що це саме білка. Кікі зображається на початковій заставці програми з версії 2.8.

## Дизайн і особливості

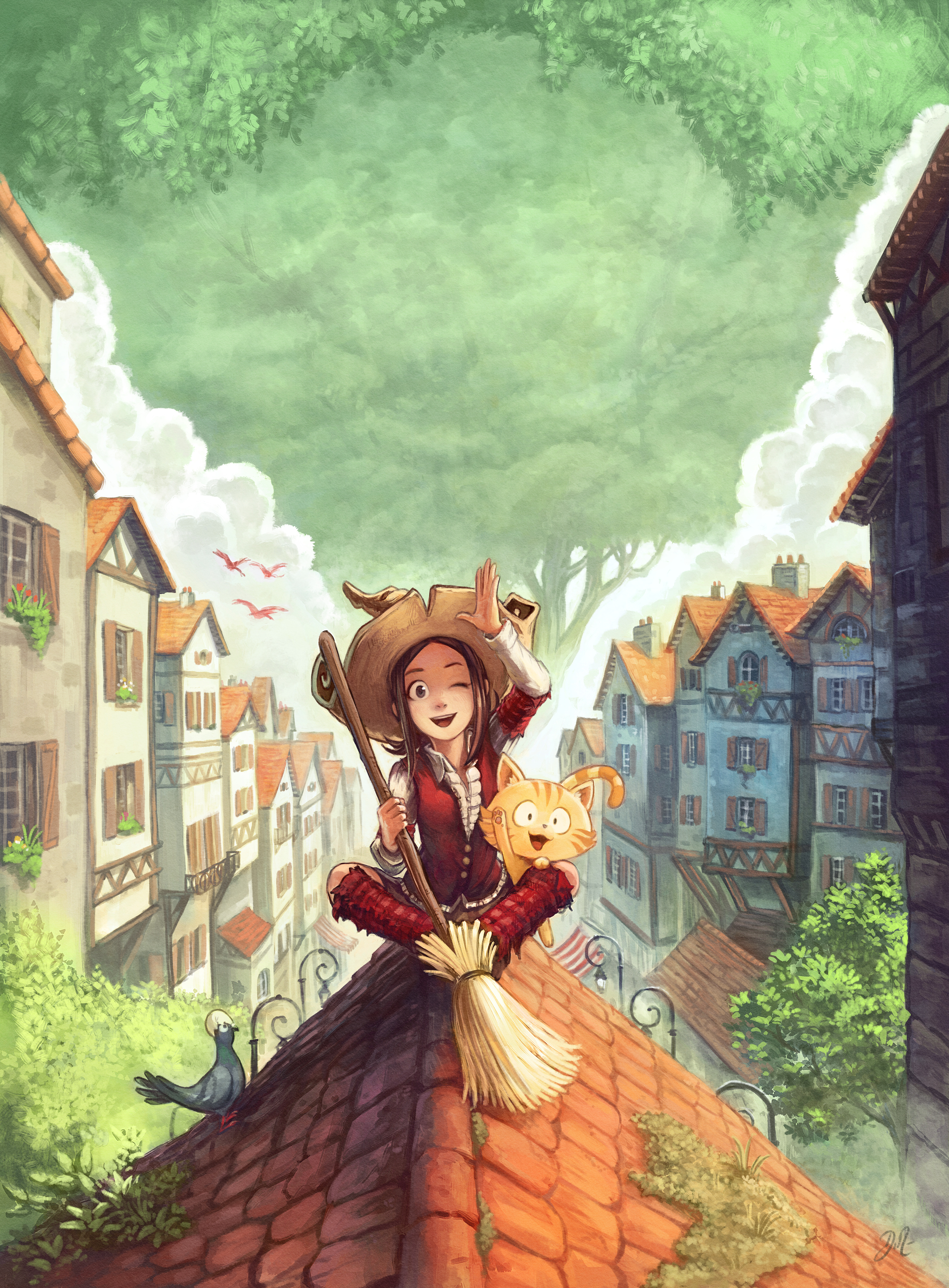
Вебкомікс «Pepper&Carrot» Девіда Ревоя, намальований у Krita

Поточна версія Krita розроблена з Qt 5 та KDE Frameworks 5. Цей програмний продукт призначений в основному для концепт-художників, ілюстраторів, художників текстур, а також для індустрії спецефектів. Він має такі ключові особливості:

### Дизайн інтерфейсу

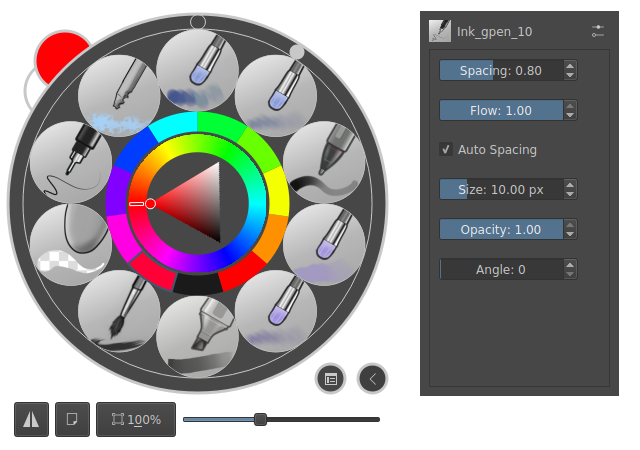
Меню правого кліку (версія 4.0)

Найпомітнішою особливістю Krita є її глибока сумісність з графічними планшетами. Вона використовує комбінації кнопок пера, клавіатурних модифікаторів і HUD для іконок, щоб надавати доступ до часто використовуваних функцій меншою кількістю кліків, без необхідності їх пошуку в текстових меню.
Найчастіше використовувані команди викликаються за допомогою декількох комбінацій з 2-х клавіш клавіатури або з двома кнопками миші / пера:

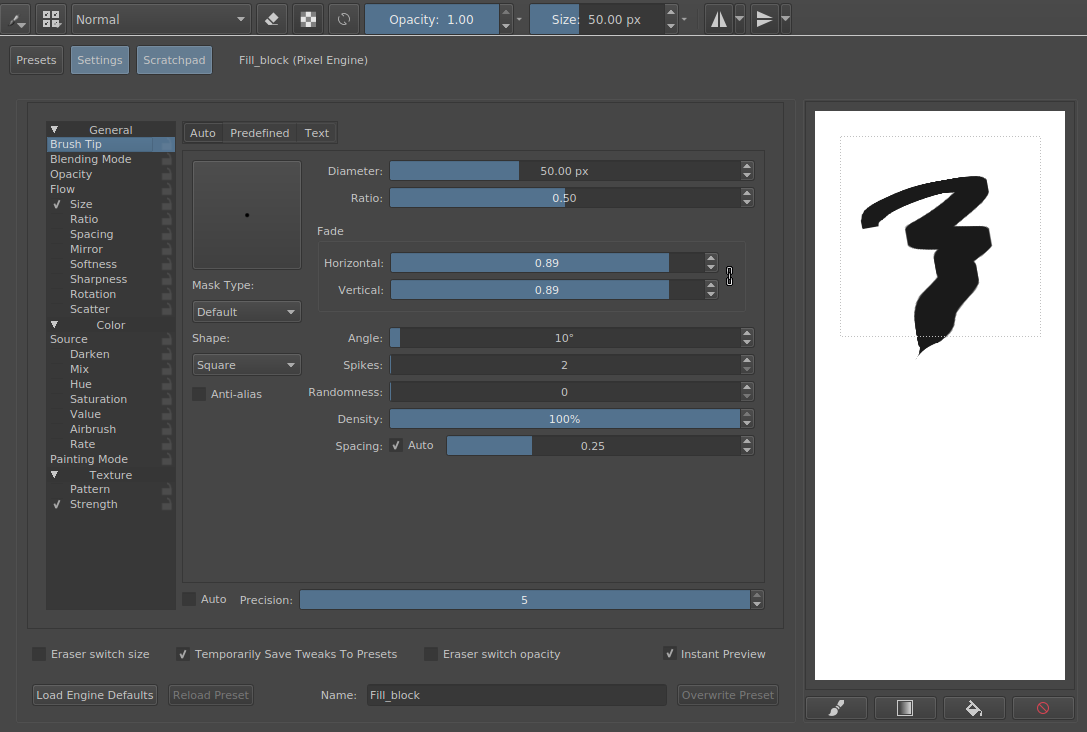
Налаштування пензля

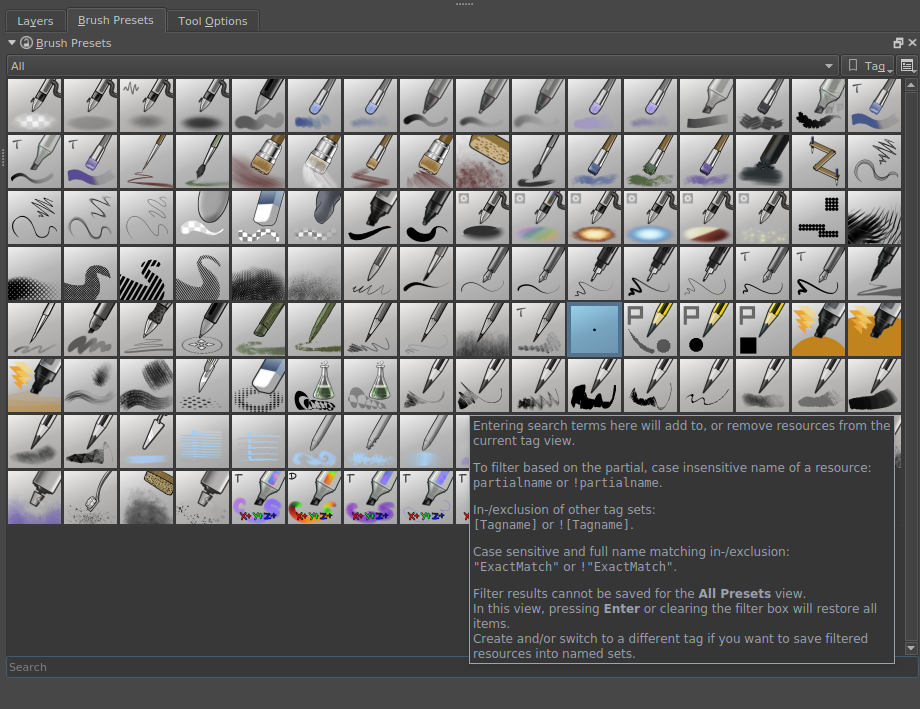
Стокові пензлі

| Команда           | Вхідні дані                           |
| ----------------- | ------------------------------------- |
| Розмір пензля +/- | Shift + Перетягування пера            |
| Вибір кольору     | Ctrl + Натиск пером                   |
| Ручка             | Кнопка пера + Рухання пензлем         |
| Зміна масштабу    | Ctrl + Кнопка пера + Рухання пензлем  |
| Поворот           | Shift + Кнопка пера + Рухання пензлем |

Спливна палітра викликається кліком правою клавішею мишки. Вона забезпечує миттєвий доступ до таких функцій:
| Пензель                                                 | Колір                                              | Огляд                  |
| ------------------------------------------------------- | -------------------------------------------------- | ---------------------- |
| 10 завантажених стилів пензля                           | Кільцевий селектор кольору і трикутник вибору тону | Зміна масштабу         |
| Завантажити інші стилі                                  | FG/BG відображення відображення кольору            | Поворот полотна        |
| Розмір пензля, непрозорість, потік фарби, відстань, кут | Два обраних кольори                                | Віддзеркалення полотна |
| Тег пензля                                              |                                                    | Показати лише полотно  |

### Інструменти малювання
Основні інструменти малювання Krita включають:
- Пензлі, що симулюють різні художні інструменти, такі як власне пензлі, а також олівці, гумки, фломастери тощо. В програмі можна створювати сласні пензлі на базі 9 базових пензлів. Кожен пензель має такі налаштування, як розмір, щільність повторення, згасання, м'якість і т. д. Можна зберігати й організовувати пензлі, використовуючи теги.
- Фігури: пряма, прямокутник, еліпс, багатокутник (замкнута ламана), ламана лінія (незамкнута), крива Безьє, довільний контур.
- Виділення: прямокутник, еліпс, багатокутник, довільне виділення контуром, неперервне виділення, виділення подібного кольору, виділення кривою Безьє.
- Трансформація всього зображення чи виділеного фрагмента: віддзеркалення, мастштабування, обертання, перекошення, зміщення.

Krita має перевагу над подібними програмами у створенні текстур і фонів. Користувачі можуть створити прямокутний фрагмент зображення, що при натисненні клавіші W буде автоматично розмножений по екрану. Це дозволяє створювати безшовні текстури і фони, одразу бачачи як вони виглядатимуть.

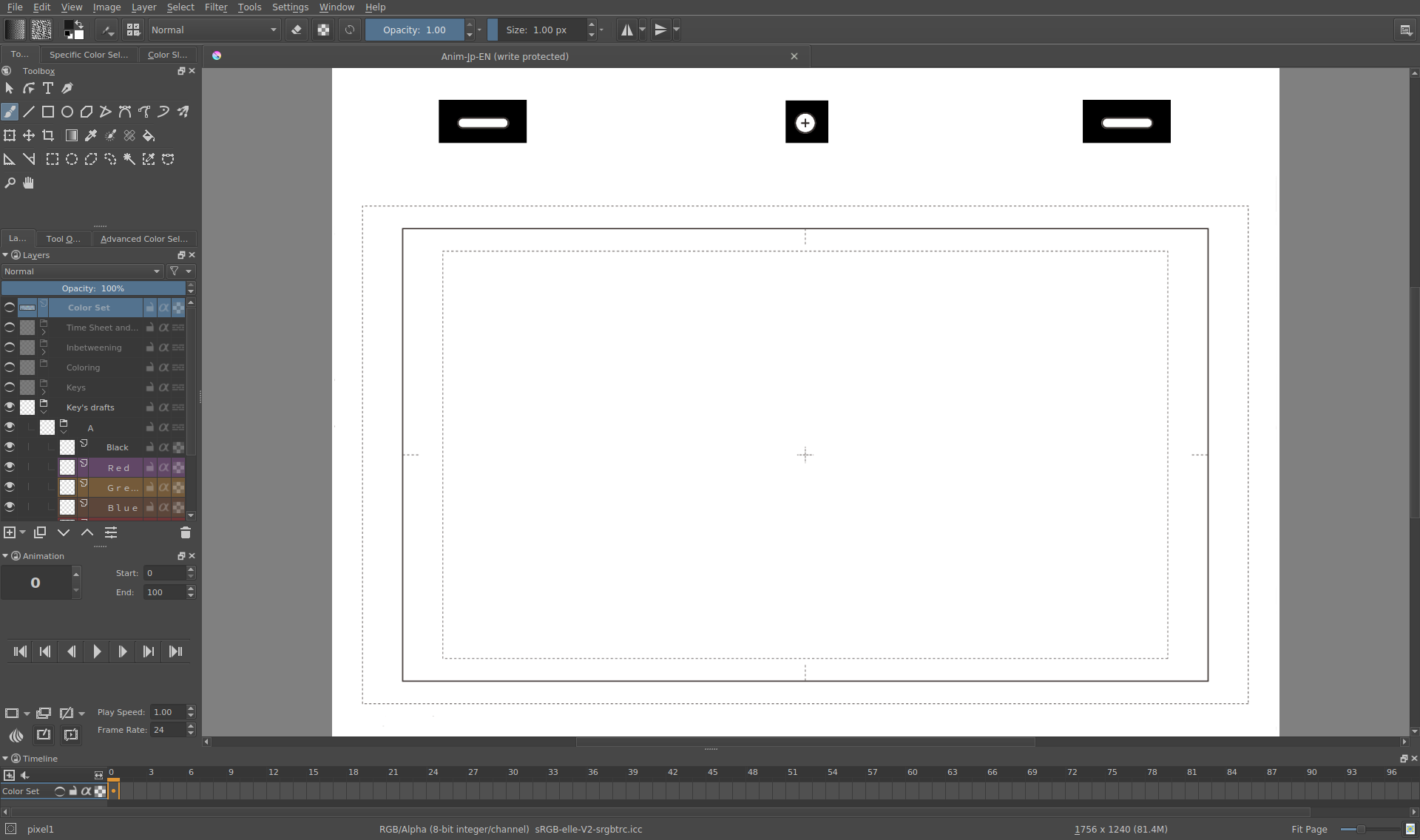
Анімаційне робоче середовище

### Інструменти для анімації
Інструменти анімації Krita призначені для покадрової растрової анімації. Він має такі функції:

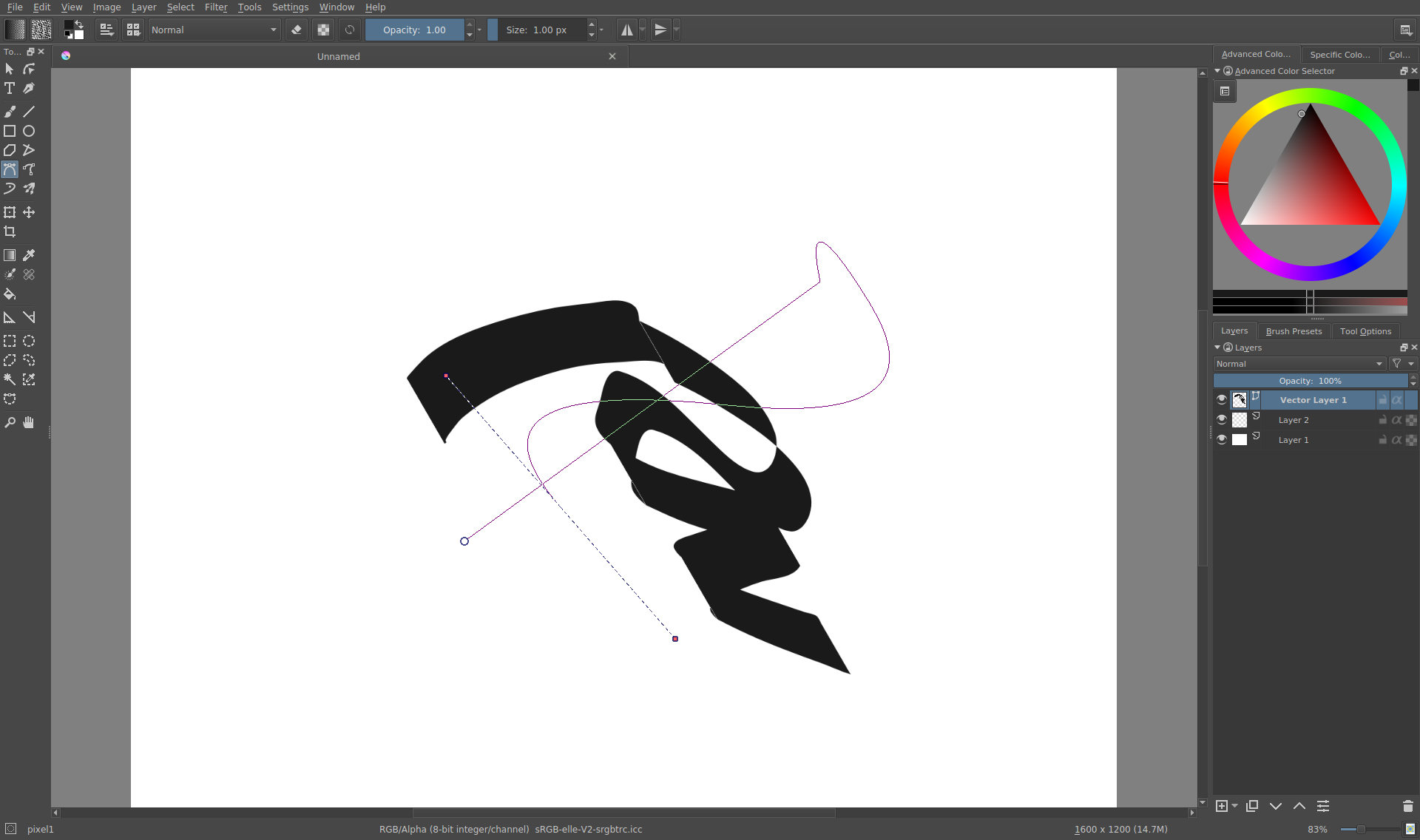
Векторні інструменти

| Інтерфейс                                        | Імпорт                 | Експорт                         |
| ------------------------------------------------ | ---------------------- | ------------------------------- |
| Схожий інтерфейс з Adobe Flash                   | Пакетний імпорт кадрів | Рендер з ffmpeg                 |
| Контроль шкали часу                              |                        | Вивести на окремі кадри         |
| Керування відтворенням анімації в реальному часі |                        | Вихід на GIF, AVI, MP4, і т. д. |
| Дисплей з «цибулевою шкіркою»                    |                        |                                 |

### Векторні інструменти
Krita використовує векторні інструменти для неруйнівного редагування таких об'єктів:
- Шлях
- Вибір
- Текст (художній, багаторядковий, каліграфічний)

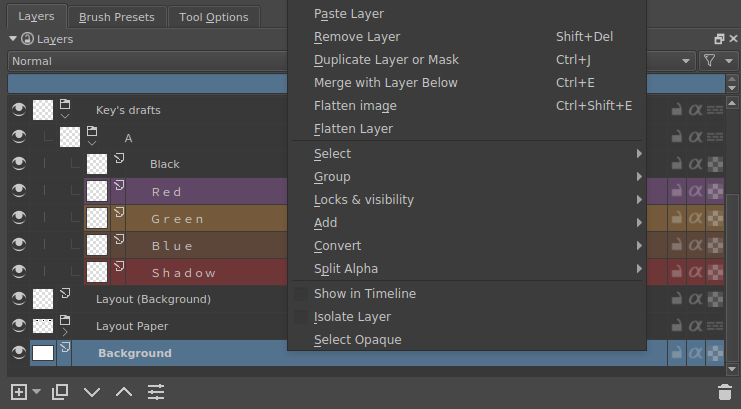
Керування шаром і маскою

- Вектор
- Заповнення та градієнт

### Шари та маски
Як і в Photoshop, зображення може складатися з кількох шарів, на кожному з яких розташовуються окремі деталі. Шари можуть бути як растрові, так і векторні, підтримують різні типи змішування (додавання, ділення тощо). Шари можуть групуватися в папки, а також позначатися різними кольорами на панелі шарів. Прозорість шару регулюється спеціальною шкалою.
З допомогою масок можна відображати тільки потрібні ділянки зображення, або діапазон кольорів, не змінюючи решту зображення. На відміну від звичайного виділення, маски можуть зберігатися упродовж всієї роботи.

### Налаштування

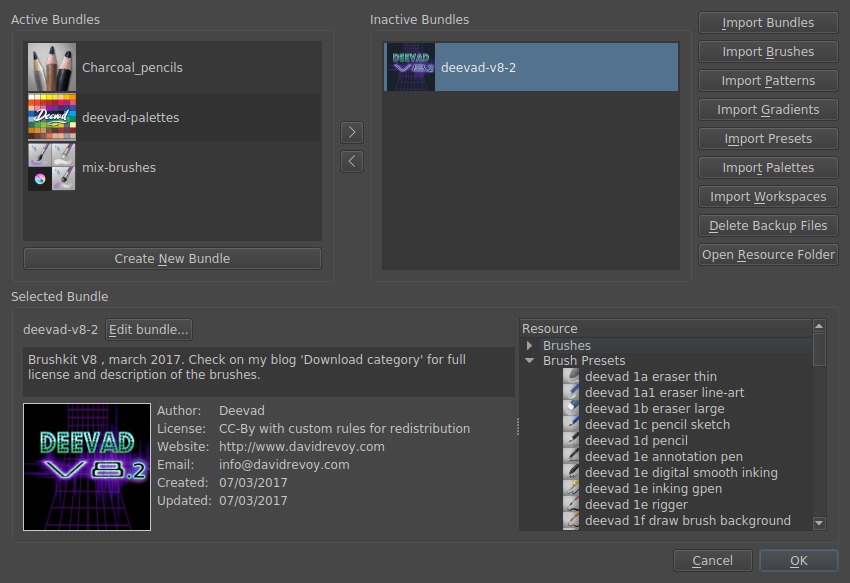
Менеджер ресурсів

Менеджер ресурсів дозволяє кожному пензлю або текстурі задавати тег користувача і швидко шукати, фільтрувати і завантажувати їх як групу. Набір пресетів, створених користувачем, може бути упакований як і завантажений в цілому. Krita надає багато наборів пензлів і текстур на своєму офіційному сайті.
Налаштування панелі інструментів відомі як  'Dockers'  у Krita. Включають дії:
- 2 настроювані панелі інструментів
- Перемикання відображення кожного докера
- Прикріпіть будь-який докер до будь-якої сторони головного вікна, або від'єднайте його від поплавця
- Кнопки для згортання / розгортання кожної панелі докерів
- Групуйте докерів за допомогою вкладок

Профілі робочого простору дозволяють зберігати різні налаштування інтерфейсу для завантаження різних робочих процесів миттєво.

### Дисплей

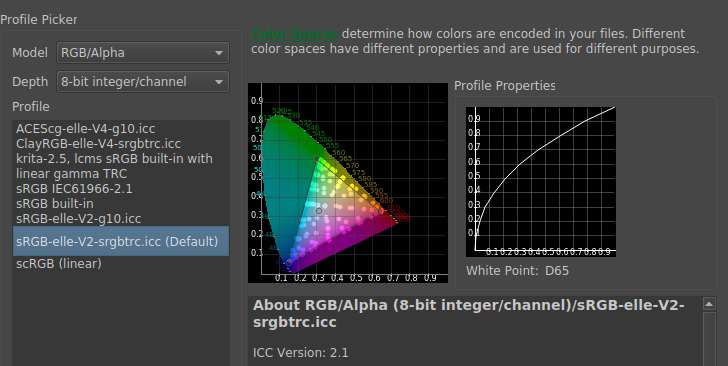
Завантажувач колірного простору

OpenGL прискорення полотна використовується для прискорення роботи Krita. Він має такі переваги:
- Краща частота кадрів і час відповіді, дії пера можна відобразити без затримки
- Краще якість, швидке і безперервне масштабування, панорамування, обертання, обертання і віддзеркалення
- Необхідний GPU з підтримкою OpenGL 3.0 для оптимального досвіду, у випадку Intel HD Graphics, це означає Ivy Bridge і вище.

Управління кольорами у Krita підтримується з такими можливостями:
- Призначення та перетворення між колірними просторами
- Кольорова перевірка в реальному часі, включаючи колірний режим
- Підтримуються моделі кольорів: RGBA, Grey, CMYKA, Law, YCbCr, XYZ
- Підтримується глибина кольору: 8-бітове ціле, 16-бітове ціле, 16-біт з плаваючою точкою, 32-бітна плаваюча точка

### Фільтри

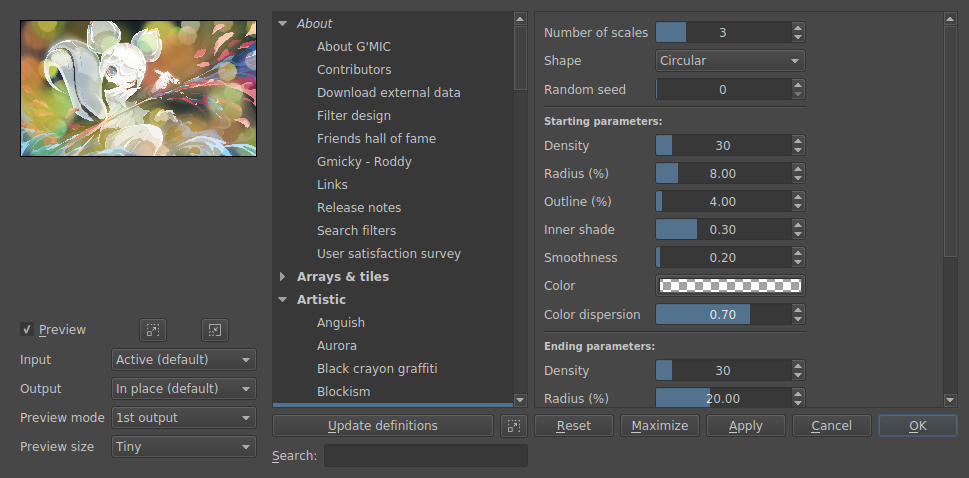
G'MIC керування фільтром

Krita має набір вбудованих фільтрів і підтримує фільтри G'MIC. Програма має підтримку попереднього перегляду фільтрів у реальному часі.
Фільтри, що входять до стандартного набору: рівні, криві налаштування кольору, крива яскравості / контрастності, зменшення насиченості, інвертування, автоматичний контраст, налаштування HSV, пікселізація, краплі дощу, олійна фарба, розмиття Гаусса, розмиття в русі, розмиття, розмиття об'єктива, розмиття зображення передача кольору, мінімізація каналу, максимізація каналу, визначення верхнього / лівого / нижнього / правого краю, sobel, точність, середнє видалення, маска з нерізкою, видалення шуму з гаусом, редуктор шумів, вибивання горизонтально / у всіх напрямках / (лапласиан) / вертикальний тільки / з змінною глибиною / горизонтальними і вертикальними, невеликими плитками, круглими кутами, фонг-бампмап.

### Підтримка форматів файлів
Власний формат документа Krita — документ Krita (.kra). Програма також може зберігати в багатьох інших форматах файлів, включаючи PSD.
|             | Формати файлів |
| ----------- | --- |
| Зберегти до | Krita Document, OpenRaster document, PSD зображення, PPM, PNG, GIF, JPEG-2000, JPEG, BMP Windows, XBM, XPM, TIFF, EXR, PDF, Gimp image, WebP, SCML, ICO, TGA, CSV, QML |
| Лише імпорт | ODG draw, Krita Flipbook, Adobe DNG, Camera RAW, PDF, SVG, XML, XCF |

## Варіації
- Krita Gemini, оптимізована для планшетів та сенсорної взаємодії.
- Krita Studio, комерційно підтримувана версія для кіно та VFX-студій.

## Виноски
1. ↑  Krita Digital Painting – Krita Desktop. KO GmbH. Архів оригіналу за 7 липня 2013. Процитовано 26 квітня 2013.
2. 1 2  Foundation, Krita. History | Krita. krita.org (амер.). Архів оригіналу за 29 грудня 2019. Процитовано 22 липня 2017.
3. ↑  Krita: open source digital painting - Accelerate Development. Архів оригіналу за 5 липня 2018. Процитовано 12 червня 2019.
4. ↑  Krita: free paint app - let's make it faster than Photoshop!. Архів оригіналу за 8 листопада 2020. Процитовано 12 червня 2019.
5. ↑  Krita 2016: Let's Make Text and Vector Art Awesome!. Архів оригіналу за 19 січня 2019. Процитовано 12 червня 2019.
6. ↑  Foundation, Krita; Rempt, Halla (23 грудня 2021). Krita 5.0 released!. Krita (амер.). Процитовано 29 травня 2023.
7. ↑  About Krita 2.6 Booklet (PDF). web.archive.org. 25 квітня 2013. Архів оригіналу (PDF) за 25 квітня 2013. Процитовано 30 грудня 2019.
8. ↑  Calling for Splashes! • KDE Community Forums. forum.kde.org. Архів оригіналу за 5 липня 2018. Процитовано 30 грудня 2019. [Архівовано 2018-07-05 у Wayback Machine.]
9. ↑  Foundation, Krita. Highlights | Krita. krita.org (амер.). Архів оригіналу за 25 січня 2021. Процитовано 22 липня 2017.